# Béla Kovácsy
Béla Kovácsy (30 agosto 1905 – 22 febbraio 1969) è stato un calciatore ungherese, di ruolo attaccante.

## Carriera
Cominciò la carriera in Italia, per poi tornare in patria nelle file del Budai 11. Nel 1929 si trasferì in America dove giocò per diverse squadra di Brooklyn.
Conta una presenza con la sua Nazionale, nel 1926.